# Jabari Parker
Jabari Ali Parker (* 15. März 1995 in Chicago, Illinois) ist ein US-amerikanischer Basketballspieler, der beim KK Partizan Belgrad unter Vertrag steht.

## Werdegang

### Schule
Als erster Freshman in der Geschichte der Simeon Career Academy schaffte es Jabari Parker, sich in seinem ersten Jahr einen Platz in der Startaufstellung zu sichern. Mit einer Bilanz von 25 Siegen und neun Niederlagen gewann er mit der Schulmannschaft die Gruppe 4A der IHSA. Parker trug dazu mit 9,3 Punkten, 5 Rebounds und 3 Assists pro Spiel bei. Am Ende der Saison boten ihm unter anderem die DePaul University, die University of Pittsburgh, die Northwestern University, die University of Florida, die University of Washington, die Brigham Young University, die Oregon State University, die UIUC und die University of Kansas Sportstipendien an. Auch die University of Kentucky, die Duke University und die University of North Carolina at Chapel Hill signalisierten Interesse. Parker wurde zum ESPN HS Freshman des Jahres gewählt und ins MaxPreps.com All-American Second Freshman Team berufen

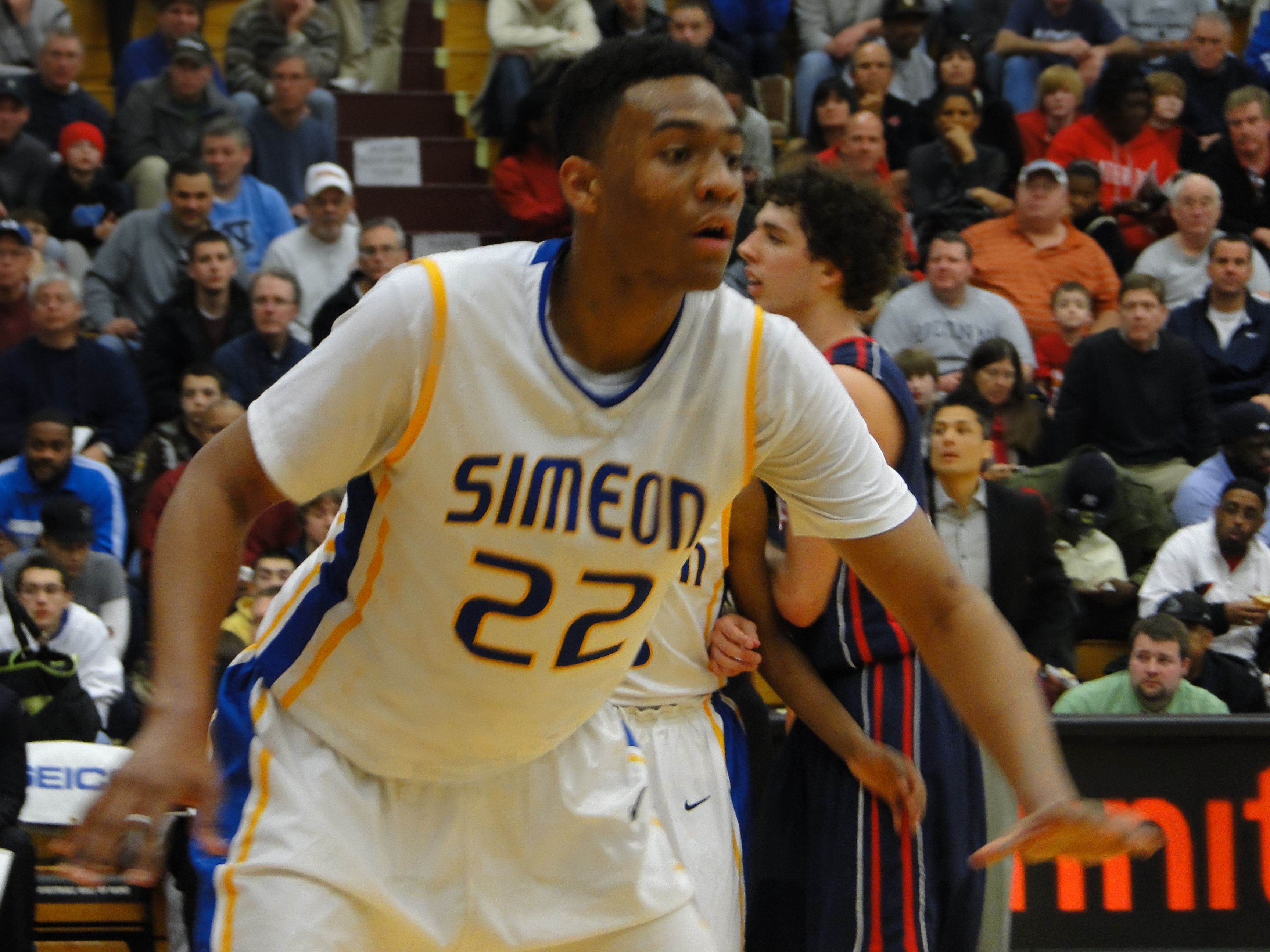
Parker im Januar 2011

In seinem zweiten Jahr trug Parker dazu bei, dass Simeon den Großteil des Jahres zu den besten fünf Schulmannschaften des Landes gezählt wurde. Erneut konnte die Gruppe 4A der IHSA gewonnen werden. Diesmal standen 30 Siegen nur zwei Niederlagen entgegen. Parker verbesserte seine Ausbeute auf 15,3 Punkte und 5,9 Rebounds pro Spiel. Der Chicago Tribune wählte ihn in sein All-State Second Team. Die Chicago Sun-Times wählte ihn in All-State First Team der Gruppe 4A. ESPN HS wählte ihn zum Sophomore des Jahres 2011 und MaxPreps.com ins All-American First Sophomore Team.
Im Juli 2011 nahm Parker an der LeBron James Skill Academy teil und wurde anschließend im August zur Nike Global Challenge eingeladen. Parker wurde MVP des Turniers. In seiner Junior-Saison stellte er im Spiel gegen die Perspectives High School mit 40 Punkten in 21 Minuten bei 16 Rebounds und 6 Blocks einen neuen Punkterekord für Simeon auf.
In diesem Jahr erhielt er unter anderem Stipendienangebote von der Duke University, der University of Kansas, der Brigham Young University, der University of Kentucky und der UNC.
Am 17. Februar gewann Simeon die Public-League-Meisterschaft gegen die Curie Metropolitan High School mit 53 zu 49. Das Turnier erregte breite Aufmerksamkeit. Beide Halbfinalspiele sowie das Finale wurden im Fernsehen bei ESPN 3 übertragen. Die Gruppe 4A der IHSA gewann Simeon in diesem Jahr mit nur einer Niederlage bei 33 Siegen. Beide Halbfinalspiele und das Finale wurden erneut von ESPN 3 übertragen.
Jabari Parker erreichte je nach Quelle einen Schnitt von 19,5 Punkten, 8,9 Rebounds 4,9 Assists und 1,4 Steals oder 20,4 Punkten, 9,2 Rebounds 5,1 Assists und 1,5 Steals, pro Spiel. Er traf 55 % aller Würfe, 39 % seiner Dreipunktewürfe und 72 % seiner Freiwürfe.
Am 12. Mai 2012 zierte Jabari Parker die Titelseite der Sports Illustrated. Die Titelgeschichte hieß „The best high school basketball player since LeBron James is...Jabari Parker“ („Der beste High-School-Basketballspieler seit LeBron James ist...Jabari Parker“), (siehe Abschnitt Spielweise und Ruf)
Auch in diesem Jahr erhielt Parker wieder mehrere persönliche Auszeichnungen, darunter eine Wahl ins All-State First Team der Gruppe 4A, eine einstimmige Wahl ins All-State Team der Associated Press und des Chicago Tribune. Er wurde zum Jugendspieler des Jahres in Illinois gewählt und erhielt als erster Spieler vor seinem Abschlussjahr am College den vom Chicago Tribune zusammen mit der Illinois Basketball Coaches Association verliehenen Titel Illinois Mr. Basketball.
Am 12. April wurde seine Wahl zum Gatorade Jugendspieler des Jahres bekannt gegeben. Er war dabei nach LeBron James, Greg Oden und Brandon Knight erst der vierte Spieler im vorletzten High-School-Jahr, dem diese Ehre zuteilwurde. Bei der Wahl zum ESPN HS Mr. Basketball USA belegte er hinter Shabazz Muhammad den zweiten Platz. ESPN HS und MaxPreps.com wählten ihn jeweils zum Junior des Jahres 2012. Weiterhin wurde er ins ESPN HS boys' high school basketball All-American Team, ins USA Today All-USA high school basketball team und ins SLAM Magazine HS All-American Team gewählt.

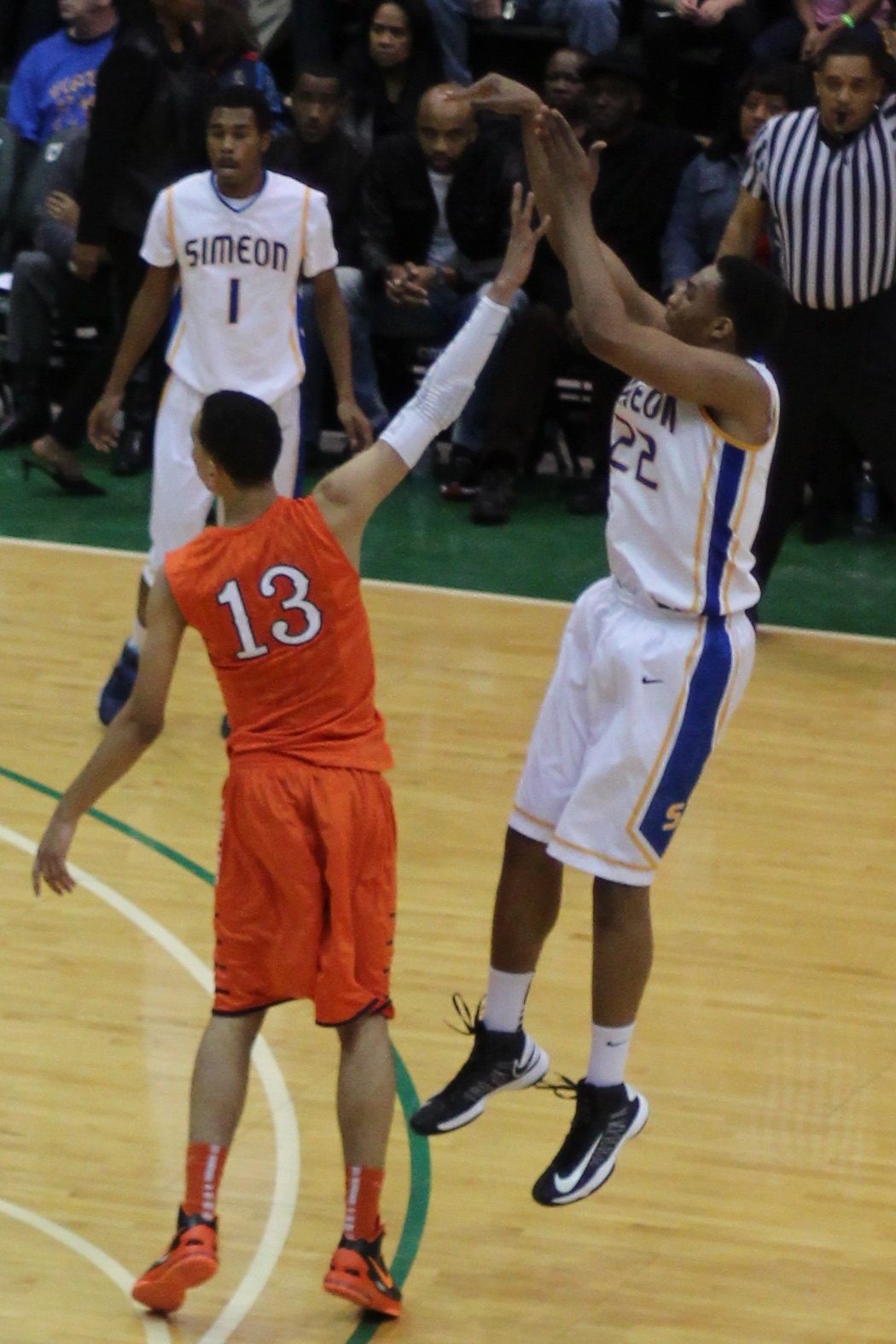
Jabari Parker im Januar 2013

Im Sommer 2012 gewann Parker mit der US-Nationalmannschaft die U17-Weltmeisterschaft, verpasste dabei verletzungsbedingt aber einige Spiele (siehe Abschnitt Nationalmannschaft). Vor der High-School-Saison wählte USA Today ihn als einen von zehn Spielern in die All-USA-Auswahl. Die Mannschaft von Simeon wurde von MaxPreps.com als das stärkste High-School-Team der USA eingeschätzt. Am 20. Dezember 2012 entschied sich Parker für das Stipendienangebot der Duke University.
Im Laufe der Saison bestritt Simeon sechs Freundschaftsspiele außerhalb der Region. Davon wurden drei Begegnungen landesweit von ESPN ausgestrahlt.
Mit 30 Siegen bei drei Niederlagen konnte zum vierten Mal in Folge die Gruppe 4A der IHSA gewonnen werden. Dies war zuvor nur der Manual High School gelungen. Parker war nach Sergio McClain erst der zweite Spieler, der bei vier Meisterschaften regelmäßig in der Startaufstellung stand.
Nach seiner Senior-Saison wurde Parker vom US-Basketballverband in eine Jugendauswahlmannschaft berufen, die beim Nike Hoop Summit gegen eine Weltauswahl antrat. Am 12. Februar 2013 wurde er von der Chicago Sun-Times ins All-Public League First Team gewählt. Am selben Tag wurde er zur Teilnahme beim Jordan Brand Classic im April eingeladen.
Am 18. März wurde Parker aus den Teilnehmern des McDonald’s All-American Game zum Morgan Wootten Spieler des Jahres gewählt. Drei Tage erhielt er wie im Vorjahr die Auszeichnung des Jugendspieler des Jahres im Bundesstaat Illinois. Am 25. März folgte erneut der Titel Mr. Basketball von Illinois. Am 9. April wählte ihn MaxPreps.com zum Spieler des Jahres. Am 17. April folgte die Berufung in das USA Today All-USA high school basketball team und am 18. Mai die Wahl zum Parade All-American.
Beim 110:99-Sieg im McDonald’s All-Star-Spiel erzielte Parker 10 Punkte, 8 Rebounds, 3 Assists und je 2 Steals und Blocks. Beim Sieg im Jordan Brand Classic am 13. April kam Parker auf 16 Punkte bei 7 Rebounds und wurde zusammen mit Julius Randle zum MVP gewählt. Bei der Niederlage im Nike Hoops Summit am 20. April erzielte er mit 22 Punkten die meisten seiner Mannschaft.
Unter allen Spielern der Abschlussklasse 2013 wurde Parker hinter Andrew Wiggins, Julius Randle und Aaron Gordon als der Viertstärkste eingeschätzt.

### NCAA
Sein erstes Spiel für die Duke University bestritt Parker am 8. November 2013 gegen das Davidson College und erreichte dabei 22 Punkte und 6 Rebounds. Drei Tage später wurde er zum Rookie der Woche in der ACC gewählt. Am 8. März 2014 erzielte er gegen North Carolina 30 Punkte und holte 11 Rebounds. Zwei Tage später wurde er zum zehnten Mal in der Saison zum Rookie der Woche gewählt und stellte damit den Rekord von Kenny Anderson und Tyler Hansbrough ein. In der zweiten Runde des NCAA-Division-I-Basketball-Championship-Turniers scheiterte man an der Mercer University. Parker stellte mit 19,1 Punkten pro Spiel einen neuen Bestwert für einen Freshman der Duke University auf und war als erster Duke-Freshman gleichzeitig bester Werfer und Rebounder.
Wie zu High-School-Zeiten erhielt Parker auch nach seinem Jahr am College zahlreiche persönliche Ehrungen. Er wurde ins All-ACC-First-Team und von den Trainern ins All-ACC Freshman-Team gewählt sowie mit den meisten Punkten ins All-ACC-Basketball-First-Team gewählt. Mit 72 von 77 Stimmen wurde er Freshman des Jahres in der ACC. Bei der Wahl zum Spieler des Jahres in der ACC landete er hinter T. J. Warren auf dem zweiten Platz.

### NBA
In der NBA-Draft 2014 wurde Parker von den Milwaukee Bucks an zweiten Stelle ausgewählt. Das kam Parker gelegen, da Milwaukee nah bei seiner Heimatstadt Chicago liegt. Kurz nach dem Draft unterschrieb Parker einen Vertrag mit dem Schuhhersteller Jordan Brand. Im November wurde Parker erstmals als Rookie des Monats ausgezeichnet. Am 15. Dezember 2014 erlitt Parker im Spiel gegen die Phoenix Suns einen Kreuzbandriss, womit die Saison für ihn vorzeitig beendet wurde. Bis dahin hatte Parker 25 Spiele absolviert und kam dabei auf 12,3 Punkte und 5,5 Rebounds im Schnitt. Parker kehrte in seinem zweiten Profijahr genesen zurück und absolvierte 76 von 82 möglichen NBA-Spielen.
Am 8. Februar 2017 im Spiel gegen die Miami Heat erlitt Parker einen erneuten Kreuzbandriss, der ihn zwölf Monate Spielzeit kostete. Nach seiner Rückkehr in der Saison 17/18 absolvierte er lediglich 30 Spiele für die Milwaukee Bucks, bevor diese sich gegen eine Verlängerung seines Vertrages entschlossen. Parker wurde daraufhin vereinslos und unterschrieb einen Zweijahresvertrag über 40 Millionen US-Dollar bei den Chicago Bulls.
Bei den Bulls erhielt Parker zu Beginn viel Spielzeit. Nachdem im Laufe der Saison Trainer Fred Hoiberg entlassen wurde und durch Jim Boylen ersetzt wurde, sank Parkers Einsatzzeit. Er wurde nach nur wenigen Monaten bei den Bulls, zusammen mit Bobby Portis für Otto Porter, an die Washington Wizards abgegeben. Im Juli 2019 wurde Parker von den Atlanta Hawks unter Vertrag genommen, für die er in der Saison 2019/20 32 Spiele (15 Punkte/Spiel) bestritt. Im Februar 2020 wurde er im Rahmen eines Tauschhandels an die Sacramento Kings abgegeben. Ende März 2021 strichen ihn die Kalifornier aus dem Aufgebot, Mitte April 2021 wurde er von den Boston Celtics verpflichtet. Seinen Celtics-Einstand gab Parker einen Tag später, am 18. April 2021: Er erzielte in 16 Minuten Einsatzzeit 11 Punkte und trug zu einem 119:114-Sieg gegen die Golden State Warriors bei. Im Januar 2022 verlor er seinen Platz in Bostons Aufgebot, der Vertrag wurde aufgelöst.

### Liga ACB/Euroleague
Im August 2023 gab der FC Barcelona eine Einigung mit Parker vorbehaltlich des Ergebnisses der sportärztlichen Tauglichkeitsuntersuchung bekannt. Diese bestand er. In der Saison 2023/24 erzielte er in 38 Spielen in der Liga ACB im Durchschnitt 12,4 Punkte je Begegnung.

### Košarkaška liga Srbije/Adriatische Basketballliga/Euroleague
Zur Saison 2025/26 wechselte Parker zum KK Partizan Belgrad (Košarkaška liga Srbije/Adriatische Basketballliga/Euroleague).

### Nationalmannschaft
Parker nahm im Oktober 2010 als einer von 18 Spielern an einem Trainingslager des US-Verbandes teil, der bei dieser Veranstaltung mögliche Anwärter auf einen Platz in den Junioren-Nationalmannschaften sichtete. Damit wurde er im Juni 2011 automatisch zur Ausscheidung für die U16-Amerikameisterschaft eingeladen. Er gehörte zu den zwölf Spielern, die sich aus den 27 Kandidaten durchsetzten. Die US-amerikanische Mannschaft gewann das Turnier in Mexiko und erzielte dabei in jedem Spiel mindestens 100 Punkte. Jabari Parker stellte mit 27 Punkten in einem Spiel den Rekord für U16-Nationalmannschaft der USA auf und wurde zum MVP des Turniers gewählt. Im Dezember 2011 wurde er als jüngster Spieler als Sportler des Jahres des US-Basketballverbands ausgezeichnet.
Durch den Turniersieg qualifizierten sich die USA für die U17-Weltmeisterschaft Ende Juni und Anfang Juli 2012 in Litauen. Parker wurde für das Turnier nominiert, verpasste jedoch aufgrund einer Sprunggelenksverletzung einige Spiele, darunter das Halbfinale gegen Spanien. Das Endspiel wurde klar gegen Australien gewonnen.

## Statistiken

### Hauptrunde
| Saison  | Team       | GP  | GS  | MPG  | FG%  | 3P%  | FT%   | RPG | APG | SPG | BPG | PPG  |
| ------- | ---------- | --- | --- | ---- | ---- | ---- | ----- | --- | --- | --- | --- | ---- |
| 2014/15 | Milwaukee  | 25  | 25  | 29.5 | .490 | .250 | .697  | 5.5 | 1.7 | 1.2 | 0.2 | 12.3 |
| 2015/16 | Milwaukee  | 76  | 72  | 31.7 | .493 | .257 | .768  | 5.2 | 1.7 | 0.9 | 0.4 | 14.1 |
| 2016/17 | Milwaukee  | 51  | 50  | 33.9 | .490 | .365 | .743  | 6.1 | 2.8 | 1.0 | 0.4 | 20.1 |
| 2017/18 | Milwaukee  | 31  | 3   | 24,0 | .482 | .383 | .741  | 4.9 | 1.9 | 0.8 | 0.3 | 12.6 |
| 2018/19 | Washington | 25  | 0   | 27,3 | .523 | .296 | .684  | 7.2 | 2.7 | 0.9 | 0.6 | 15.0 |
| 2018/19 | Chicago    | 39  | 17  | 26,7 | .474 | .325 | .731  | 6.2 | 2.2 | 0.6 | 0.4 | 14.3 |
| 2019/20 | Atlanta    | 32  | 23  | 26,2 | .504 | .270 | .736  | 6.0 | 1.8 | 1.3 | 0.5 | 15.0 |
| 2019/20 | Sacramento | 6   | 0   | 13,3 | .583 | .250 | .889  | 3.8 | 1.7 | 0.5 | 0.2 | 8.5  |
| 2020/21 | Sacramento | 3   | 0   | 9,0  | .571 | .000 | −     | 2.0 | 0.3 | 0.0 | 0.3 | 2.7  |
| 2020/21 | Boston     | 10  | 0   | 13.8 | .542 | .200 | .769  | 3.6 | 1.0 | 0.1 | 0.4 | 6.4  |
| 2021/22 | Boston     | 12  | 0   | 9.3  | .474 | .500 | 1.000 | 2.3 | 0.5 | 0.3 | 0.1 | 4.4  |
| Gesamt  |            | 310 | 190 | 27.5 | .494 | .326 | .743  | 5.5 | 2.0 | .9  | .4  | 14.1 |

### Playoffs
| Saison  | Team      | GP | GS | MPG  | FG%  | 3P%  | FT%  | RPG | APG | SPG | BPG | PPG  |
| ------- | --------- | -- | -- | ---- | ---- | ---- | ---- | --- | --- | --- | --- | ---- |
| 2017/18 | Milwaukee | 7  | 0  | 23,9 | .452 | .316 | .615 | 6.1 | 1.4 | 1.0 | 0.6 | 10.0 |
| 2020/21 | Boston    | 4  | 0  | 14.8 | .619 | .400 | .750 | 3.8 | 0.5 | 0.0 | 0.8 | 8.5  |
| Gesamt  |           | 11 | 0  | 20.5 | .494 | .333 | .667 | 5.3 | 1.1 | 0.6 | 0.6 | 9.5  |

## Spielweise und Ruf
Aufgrund seiner Herkunft wurde Parker oft mit dem ebenfalls aus Chicago stammenden Derrick Rose verglichen.
Einige Beobachter sehen sich von seiner Spielweise her eher an Grant Hill oder Paul Pierce erinnert. Das Dime Magazine beschreibt ihn als „Grant Hill mit der Fähigkeit zum Sprungwurf“. Parker selber nannte Paul Pierce und Carmelo Anthony als seine Vorbilder.
In einer Titelgeschichte vom Mai 2012 bezeichnete Sports Illustrated Parker als den besten High-School-Spieler seit LeBron James. Daraufhin gab es zahlreiche Einwände von anderen Kommentatoren. Mike DeCourcy von Sporting News sah in ihm nur den besten High-School-Spieler seit Greg Oden. Parker verfüge nicht über dieselbe körperliche Stärke wie James in seinem Alter. Auch Jeff Borzello von CBS Sports sah Parker als nicht so spielbestimmend wie Dwight Howard 2004 und Greg Oden 2006 und stellte die Frage, ob nicht auch Andrew Wiggins aus demselben Jahrgang Parker vorzuziehen sei.

## Persönliches
Parker gehört der Glaubensgemeinschaft Kirche Jesu Christi der Heiligen der Letzten Tage (auch als Mormonen bekannt). Seine Mutter kommt ursprünglich aus Tonga, sein Vater Sonny Parker ist ehemaliger NBA-Profi, der zwischen 1976 und 1982 für die Golden State Warriors spielte. Parker hat sechs Geschwister.